# Claudia Augusta
Claudia Augusta (Antium, 21 gennaio 63 – maggio/giugno 63) fu la figlia dell'imperatore romano Nerone, nonché augusta dell'Impero romano.
Claudia era la figlia di Nerone e di Poppea Sabina: l'imperatore volle che nascesse ad Anzio, la sua città natale. Ne celebrò la nascita conferendo a madre e figlia il titolo di Augusta. In suo onore furono erette due statue d'oro alla Fortuna nel tempio di Giove Capitolino  e gare quinquennali; ad Anzio furono organizzati giochi nel circo in onore della gens Claudia e Domizia.
La bambina morì quattro o cinque mesi dopo di cause naturali. Nerone e Poppea ne piansero la scomparsa e Claudia fu divinizzata, con l'erezione di un tempio dedicato al suo culto: un tempio esastilo è infatti raffigurato sulle monete a lei dedicate.

## Ascendenza
|                       |   |                         | Genitori               |  |  | Nonni |  |  | Bisnonni               |  |  | Trisnonni             |  |
|                       |   |                         |                        |  |  |       |  |  | Lucio Domizio Enobarbo |  |  | Gneo Domizio Enobarbo |  |
|                       |   |                         |                        |  |  |       |  |  | Lucio Domizio Enobarbo |  |  | Gneo Domizio Enobarbo |  |
|                       |   | Emilia Lepida           |                        |  |  |       |  |  | Lucio Domizio Enobarbo |  |  |                       |  |
| Gneo Domizio Enobarbo |   |                         |                        |  |  |       |  |  | Lucio Domizio Enobarbo |  |  |                       |  |
|                       |   | Antonia maggiore        | Marco Antonio          |  |  |       |  |  |                        |  |  |                       |  |
|                       |   | Antonia maggiore        | Marco Antonio          |  |  |       |  |  |                        |  |  |                       |  |
|                       |   | Antonia maggiore        | Ottavia minore         |  |  |       |  |  |                        |  |  |                       |  |
| Nerone                |   | Antonia maggiore        |                        |  |  |       |  |  |                        |  |  |                       |  |
|                       |   | Germanico Giulio Cesare | Druso maggiore         |  |  |       |  |  |                        |  |  |                       |  |
|                       |   | Germanico Giulio Cesare | Druso maggiore         |  |  |       |  |  |                        |  |  |                       |  |
|                       |   | Germanico Giulio Cesare | Antonia minore         |  |  |       |  |  |                        |  |  |                       |  |
| Agrippina minore      |   | Germanico Giulio Cesare |                        |  |  |       |  |  |                        |  |  |                       |  |
|                       |   | Agrippina maggiore      | Marco Vipsanio Agrippa |  |  |       |  |  |                        |  |  |                       |  |
|                       |   | Agrippina maggiore      | Marco Vipsanio Agrippa |  |  |       |  |  |                        |  |  |                       |  |
|                       |   | Agrippina maggiore      | Giulia maggiore        |  |  |       |  |  |                        |  |  |                       |  |
| Claudia Augusta       |   | Agrippina maggiore      |                        |  |  |       |  |  |                        |  |  |                       |  |
|                       | … | …                       |                        |  |  |       |  |  |                        |  |  |                       |  |
|                       | … | …                       |                        |  |  |       |  |  |                        |  |  |                       |  |
|                       | … | …                       |                        |  |  |       |  |  |                        |  |  |                       |  |
| Tito Ollio            | … |                         |                        |  |  |       |  |  |                        |  |  |                       |  |
|                       |   | …                       | …                      |  |  |       |  |  |                        |  |  |                       |  |
|                       |   | …                       | …                      |  |  |       |  |  |                        |  |  |                       |  |
|                       |   | …                       | …                      |  |  |       |  |  |                        |  |  |                       |  |
| Poppea                |   | …                       |                        |  |  |       |  |  |                        |  |  |                       |  |
|                       |   | Gaio Poppeo Sabino      | …                      |  |  |       |  |  |                        |  |  |                       |  |
|                       |   | Gaio Poppeo Sabino      | …                      |  |  |       |  |  |                        |  |  |                       |  |
|                       |   | Gaio Poppeo Sabino      | …                      |  |  |       |  |  |                        |  |  |                       |  |
| Poppea Sabina         |   | Gaio Poppeo Sabino      |                        |  |  |       |  |  |                        |  |  |                       |  |
|                       |   | …                       | …                      |  |  |       |  |  |                        |  |  |                       |  |
|                       |   | …                       | …                      |  |  |       |  |  |                        |  |  |                       |  |
|                       |   | …                       | …                      |  |  |       |  |  |                        |  |  |                       |  |
|                       |   | …                       |                        |  |  |       |  |  |                        |  |  |                       |  |